# 地蔵院 (京都府井手町)
地蔵院（じぞういん）は京都府綴喜郡井手町にある曹洞宗の寺院。桜の名所として知られ、京都市東山区円山公園のシダレザクラはここから株分けされた。

## 歴史
創建は不詳。明治16年（1883年）の『綴喜郡寺院明細帳』によれば元は華厳宗の寺院であったが、中興当時には廃寺となっていた。
寛永5年（1628年）6月に曹洞宗の物外麟応を中興開山、本多忠政の正室妙高院を壇越として再興した。
玉津岡神社と隣接しており、同社の神宮寺であったとも伝える。

## シダレザクラ
地蔵禅院は桜の名所として知られており、花見シーズンには約2,000人が見物に訪れる。
特に高さ約10メートル・樹齢約280年のシダレザクラが有名で、京都府の天然記念物に指定されている。近年は樹勢が衰えており、土壌改良などの延命治療が行われている。
また、種子から作られた苗木が町内のまちづくりセンター椿坂に植えられており、まちづくり協議会など町民の手で育てられている。

## 所在地・アクセス
- 京都府綴喜郡井手町大字井手小字東垣内16
- JR奈良線玉水駅から東へ約2キロ・徒歩約30分